# Isabel Serra Crespí
Isabel Serra Crespí (Sa Pobla, 1981) és dibuixant, artista visual i professora a les Illes Balears, concretament Mallorca.
Va néixer a Sa Pobla, Mallorca, al 1981. Es va llicenciar en Belles Arts, al 2006, a la Universitat Politècnica de València, també va estudiar a l'Accademia Ligustica di Belli Arti a Gènova, coincidint amb l'any 2004 quan la ciutat fou la capitale europea della cultura. Els seus estudis giren entorn del dibuix, la pintura, el gravat, la fundició i l'art audiovisual. Rebrà influències del seu tutor durant el darrer any d'especialitat de pintura l'artista José María Yturralde, que a més li va escriure la ressenya del seu primer catàleg individual "La ciudad ideal y el sueño real".
Actualment, convalida la pràctica artística amb la docència de dibuix a l'illa de Mallorca.
Els seus treballs expressen diferents fases dins els seus projectes expositius, el fil conductor del seu treball és la relació de la societat amb l'entorn i la contraposició del medi ambient amb l'ausència de l'ésser humà, però sempre amb un enfocament i una conseqüència molt personal, amb la idea de fomentar un pensament crític cap a l'espectador.